# ストラスブール - バーゼル線
ストラスブール - バーゼル線（フランス語: Ligne de Strasbourg-Ville à Bâle）はフランスグランテスト地域圏の中心地ストラスブールとスイスバーゼル＝シュタット準州の州都バーゼルを結ぶフランス国鉄の鉄道路線である。この路線の南側区間はスイス領内で最初に建設された鉄道に当たる。コルマールとミュルーズはこの路線の主要経由地である。

## 歴史

### ストラスブール＝バーゼル鉄道とフランス東部鉄道
1837年10月18日アルザスの企業人ニコラ・ケクラン（Nicolas Koechlin, 1781~1852）はストラスブールからスイス方面の鉄道建設に関する許可を獲得した。ミュルーズ - リュトルバッハ間はリュトルバッハ - タン間とともにすでに建設された。初期の建設費用は約1600万フランと見積もられた。スイス政府はこのプロジェクトについて何の通報も受けなくて、ミュルーズ - バーゼル間経路もまだ決まらなかった。ケクランは兄弟のエデゥアール・ケクランと一緒に1838年ストラスブール＝バーゼル鉄道会社（フランス語: Compagnie du chemin de fer de Strasbourg a Bale, StB）を設立して、建設工事を開始した。
1840年10月19日にベンフェルト - コルマール間が、同年10月26日にミュルーズ - サン＝ルイ間がそれぞれ開業された。1841年5月1日にベンフェルトから伸びる鉄道線は現在ストラスブールの市内におけるケーニヒスホッフェンまで延長された。同年8月15日にコルマール - ミュルーズ間が開通されたことで、列車が今日のほとんどの区間で運行できることとなった。ミュルーズ - タン区間は1839年9月1日すでに開通されて、ミュルーズ - リュテルバッハ間はこの路線と共通区間となった。1844年と1846年にケーニヒホッフェン - ストラスブール間連絡線とサン＝ルイ - バーゼル間はそれぞれ開通された。
一方、バーゼルでは1840年以来、終着駅の場所に関する案件が駅を城郭内部に設置するか、外部に設置するかという論議となった。その二つの理由はバーゼルの軍事施設の状態と外国企業の鉄道建設に関する問題であった。バーゼル州議会は城内に駅を建設しようと議決した。バーゼル城内に鉄道を建設するために、バーゼルの塹壕の一部は水路（Stadtgraben）に代わらねばならなかった。StBは契約により線路と駅舎に加えて関門（Gesichertes Tor）が備えられた水路上の鉄道橋を義務的に建設せねばならなかった。
1854年StBは東部鉄道会社（Compagnie des chemins de fer de l’Est, EST）により引き受けられた。1860年にスイス中央鉄道（Schweizerische Centralbahn）はザンクト・ヨハン駅と共同停車駅を建設して、同年7月4日に新駅舎を開業した。普仏戦争の結果、フランクフルト講和条約が締結されて、この路線はドイツ帝国の領内で国有化された。

### エルザス＝ロートリンゲン鉄道
アルザス＝ロレーヌ併合以後、この路線はエルザス＝ロートリンゲン帝国鉄道管理局（ドイツ語: Kaiserliche Generaldirektion der Eisenbahnen in Elsaß-Lothringen, EL）に組み入れられた。ただし、バーゼル市内の区間はEL管理局の組み入れにかかわりがなかった。しかしスイスの区間は当時東部鉄道路線網から離れたので、東部鉄道はその区間を中央鉄道に売却した。中央鉄道はその区間を1873年1月1日にEL管理局に賃貸した。
第一次世界大戦の初期に国境線通過の列車運行は断切されて、1915年末に貨物列車運行は再開された。

### アルザス＝ロレーヌ鉄道とフランス国鉄
第一次世界大戦の終戦後、アルザス＝ロレーヌ地方はフランスに返還された。この路線はこのときアルザス＝ロレーヌ鉄道（Réssau ferroviaire d’Alsace-Lorraine）の所有となった。1938年にアルザス＝ロレーヌ鉄道は国有化されて、フランス国鉄（Société nationale des chemins de fer français, SNCF）に売却された。
この路線は1957年に全面的に電化された。バーゼル区間にフランス式電力システムが導入されて、電圧を変更せずにフランスの車両がバーゼルまで走行できる。
パリ - ストラスブール高速線の開通で、一部のTGV列車は2007年12月よりこの路線を経由してミュルーズ、バーゼル、チューリヒまで走行することとなった。LGVライン＝ローヌ線開通の影響で、既存のパリ - バーゼル間のTGV列車運行は2011年に中止された。

## 運行形態
2011年以後リリア列車が導入されて、ミュルーズ - バーゼル間を通行している。
- TGV Lyria: パリ・リヨン駅 - ミュルーズ - バーゼル - チューリヒ。120分間隔[10]。

地域運送の列車編はほとんどTER列車が運行されておる。ストラスブール都市圏区間でTER]列車は「アルザ」あるいは「ユーロパス」の1日乗車券で利用できる。バーゼル市内区間は北西スイス運賃連合（Tarifverbund Nordwestschweiz）運賃制の適用区間である。
- TER A01: ストラスブール - セレスタ - コルマール - ミュルーズ - サン＝ルイ - バーゼルSNCF駅。TER200路線[13]。
- TER A02a: ストラスブール - グラフェンシュタデン - ガイスポルサイム - フェルゲルサイム＝リプサイム - リメルスハイム - エルシュタイン - マッツェンハイム - ベンフェルト - コーゲンハイム - セレスタ[14]。
- TER A02b: （ストラスブール - セレスタ -）コルマール - エルリスハイム - ルーファク - メルクスハイム - レーデルスハイム - ボルヴィレル - スタフェルフェルデン - ドルナッハ - ミュルーズ[15]。
- TER A15: ミュルーズ - リクサイム - アプサイム - シーレンツ - バルテンハイム - ショーセー - サンルイ - ザンクトヨハン - バーゼルSNCF駅[16]。

貨物運送の部門ではFret SNCFおよびDB Cargo所属車両が主に通行している。